# Cody Hay
Cody Hay (Dawson Creek, 28 juli 1983) is een Canadees voormalig kunstschaatser. Hay nam in 2010 met zijn schaatspartner, en latere echtgenote, Anabelle Langlois deel aan de Olympische Winterspelen in Vancouver. Ze werden er negende bij de paren.

## Biografie
Hay begon in 1994 met kunstschaatsen. De paarrijder was met zijn eerdere partner Daylan Hoffmann actief bij de nationale kampioenschappen voor de junioren. Hij vervolgde in 2005 zijn carrière met Anabelle Langlois. De twee moesten zich in 2006 terugtrekken van deelname bij de Cup of Russia, nadat Langlois haar tas met kunstschaatsen onderweg zoek was geraakt. Van Langlois' en Hay's drie deelnames aan de WK was de achtste plek in 2008 de beste prestatie. Door een zware blessure aan haar kuitbeen en enkel, waar ze ook aan geopereerd moest worden, misten Langlois en Hay het gehele seizoen 2008/09. Langlois was wel op tijd hersteld voor de Olympische Spelen in eigen land en nam met Hay in 2010 deel aan de Olympische Winterspelen in Vancouver. Ze werden er negende. Kort erna stopte Langlois met competitief schaatsen.
Hay werd in 2011 schaatscoach. Hij huwde in 2012 met Langlois; met haar kreeg hij een dochter (2013) en een zoon (2016).

## Belangrijke resultaten
2002-2005 met Daylan Hoffmann, 2005-2010 met Anabelle Langlois
| Kampioenschap                | 02/03  | 03/04 | 04/05 |               | 05/06         | 06/07         | 07/08         | 08/09         | 09/10 |
| ---------------------------- | ------ | ----- | ----- | ------------- | ------------- | ------------- | ------------- | ------------- | ----- |
| Olympische Spelen            |        |       |       |               |               |               |               | 9e            |       |
| Wereldkampioenschap          |        |       |       |               | 10e           | 8e            | t.z.t.        | 10e           |       |
| Viercontinentenkampioenschap |        |       |       | 6e            | 7e            |               | t.z.t.        |               |       |
| Nationaal kampioenschap      |        |       |       | 4e            | Brons         | Goud          | t.z.t.        | Zilver        |       |
| NK junioren                  | 6e (*) | 6e    | 5e    | geen deelname | geen deelname | geen deelname | geen deelname | geen deelname |       |

(*) = bij de novice